# 3 Pagen Versand und Handelsgesellschaft
Die 3 Pagen Versand und Handelsgesellschaft mit Sitz in Alsdorf bei Aachen ist ein Spezialversandhaus für Deko-, Haushalts- und Gesundheitsartikel. 3 Pagen gehört seit 1. Oktober 2016 zur Damartex Group.

## Geschichte
3 Pagen wurde 1954 unter dem Namen Aachener Wollhandelsgesellschaft mbH als Tochter des französischen Versandhandels 3 Suisses gegründet und hatte ursprünglich nur Strickwolle und Handarbeitsartikel im Sortiment.
Der Firmenstandort bei Aachen, im Dreiländereck zwischen Deutschland, Belgien und den Niederlanden, ist auf die Nähe zum französischen Mutterunternehmen zurückzuführen und wurde durch das Aachener Bauunternehmen Grünzig GmbH erbaut. Der erste Katalog wurde 1955 verschickt. Im selben Jahr wurde der Firmenname zunächst in 3 Schweizer Strickwolle GmbH und 1956 in 3 Pagen-Strickwolle GmbH geändert. Seit 1958 ist 3 Pagen als Versandhandel auch in Österreich aktiv.
1960 entstand nach erneuter Namensänderung dann die heutige 3 Pagen Versand und Handelsgesellschaft, die sich vor allem auf den Versand von Geschenken und Neuheiten spezialisierte. Mit der Beteiligung des Otto-Versand an der französischen Mutter 3 Suisses, wurde 3 Pagen 1974 Teil des Otto Konzerns. In den folgenden Jahren wuchs die Firma im wiedervereinten Deutschland gewinnbringend und vertrieb 1993 erstmals über 17 Millionen Artikel. Zu Beginn des neuen Jahrtausends stieg 3 Pagen zunächst in Deutschland, dann auch in Österreich in den Online-Versandhandel ein. Es ist seit 2008 auch in der Tschechischen Republik und der Slowakei aktiv.
Nachdem sich im Jahr 2016 die Gerüchte bestätigten, dass die Muttergesellschaft 3 Suisses einschneidende Umstrukturierungen vornehmen wollte, führten Gespräche im September 2016 mit der französischen Damartex Group dazu, dass der 3-Pagen-Versand von Damartex mit Wirkung zum 1. Oktober 2016 gekauft wurde.

## Kritik
Seit mehreren Jahren steht der Versandhandel immer wieder in der Kritik, da er durch angebliche Gewinne besonders ältere Menschen zu täuschen versucht. Das Amtsgericht Günzburg verurteilte das Versandhaus 2011 zur Erfüllung einer Gewinnzusage über 1.000 €. Seitdem änderte das Unternehmen seine Strategie und knüpfte die Gewinne an Mindestbestellwerte oder verspricht lediglich die Chance auf einen Gewinn. Die Verbraucher würden durch die abgedruckten Teilnahmebedingungen hingewiesen werden. Die Verbraucherzentrale warnt ausdrücklich vor diesen Gewinnspielen.